# Zielony Marsz
Zielony Marsz (arab. مسيرة خضراء = Masira Chadra; fr. Marche Verte; hiszp. Marcha Verde) – pokojowa demonstracja masowa przeprowadzona w listopadzie 1975 roku z inicjatywy marokańskiego rządu, pragnącego przejąć kontrolę nad Saharą Hiszpańską (obecnie Sahara Zachodnia). Po oddaniu władzy przez śmiertelnie chorego Francisco Franco Hiszpanie zdecydowali się przeprowadzić w Saharze Hiszpańskiej referendum niepodległościowe. Miało to związek z nasilającymi się na tym terytorium ruchami narodowowyzwoleńczymi, przyjmującymi charakter zbrojnych działań miejscowej organizacji Front Polisario. Marokański król Hassan II wykorzystał moment słabości Hiszpanów i zmobilizował 300 tys. cywilów, którzy przekroczyli zieloną granicę z Saharą Hiszpańską w geście poparcia dla zgłaszanych przez Maroko roszczeń do tego terytorium. Hiszpanie, postawieni przed perspektywą wojny z Marokiem, wycofali się z planów przeprowadzenia referendum i zrzekli się praw do swojej kolonii.  
W istocie Zielony Marsz nie zdobył Sahary, ani nie był marszem pokojowym. Osadnicy marokańscy przeszli przez punkt graniczny w Tah, realizując propagandową wersję historii, po czym po kilku dalszych kilometrach wycofali się. Wojska marokańskie wkroczyły na teren Sahary Zachodniej i 27 listopada 1975 roku zajęły Smarę, a 11 grudnia czołgami wjechały do El Aaiúnu. 
Sahara Hiszpańska została podzielona na dwie części - północną pod kontrolą marokańską i południową, którą zajęła Mauretania. Front Polisario kontynuował walkę zbrojną przeciw nowym okupantom. W wyniku starć Mauretania zrezygnowała z roszczeń. 
Wspierany przez skonfliktowaną z Marokiem Algierię Front Polisario walczył zbrojnie aż do końca lat 80. (potyczki trwały do początków lat 90.), kiedy to - w wyniku przejściowej normalizacji stosunków marokańsko-algierskich - utracił sojusznika i dostęp do broni. Do tego czasu zdołał jednak wyprzeć Marokańczyków na wybrzeża Oceanu Atlantyckiego i opanować około 15% terytorium Sahary Zachodniej. Obecnie trwa zawieszenie broni, jednak żadna ze stron konfliktu nie odstępuje od swoich roszczeń.